# Armorial des rois de Pologne
Cet armorial présente les armoiries des rois de Pologne. On constate immédiatement le système héraldique : les ducs et rois de Pologne de la dynastie Piast portent les armoiries à l'aigle. Les grands-ducs de Lituanie de la dynastie Jagellon portent les armoiries au chevalier. Lors de l'unification entre les deux principautés, leurs souverains de la famille Jagellon ont écartelé les deux armoiries. Puis la monarchie devient la république des Deux Nations et élit ses monarques, qui placent leur armoiries personnelles sur l'écartelé de Pologne-Lituanie.

## Armoiries des rois
| Figure | Roi et description |
| ------ | --- |
|        | dynastie Piast : ducs et rois de Pologne (960-1370) De gueules, à l'aigle d'argent, becquée, languée, membrée, liée et couronnée d'or. |
|        | Louis Ier d'Anjou (1370-1382) Écartelé au 1 parti de Hongrie moderne qui est fascé de huit pièces d'argent et de gueules et d'Anjou qui est d'azur semé de fleurs de lys d'or au lambel de gueules au 2 de Pologne qui est de gueules, à l'aigle d'argent, membrée, becquée, couronnée et liée d'or au 3 de Hongrie ancien qui est de gueules, à la croix patriarcale d'argent, sur un mont de sinople et au 4 de Dalmatie qui est d'azur, à trois têtes de léopards couronnées d'or. |
|        | dynastie Jagellon : grands ducs de Lituanie (1237-1386) De gueules, à un chevalier, armé de toutes pièces d'argent, monté sur un cheval galopant du même, bridé d'or, caparaçonné d'azur, tenant de sa main dextre une épée et de sa senestre un bouclier ovale d'azur chargé d'une croix de Lorraine d'or. |
|        | dynastie Jagellon : rois de Pologne et grands ducs de Lituanie (1386-1572) Écartelé en 1 et 4 de Pologne, qui est de gueules, à l'aigle d'argent, becquée, languée, membrée, liée et couronnée d'or et en 2 et 3 de Lithuanie qui est de gueules, à un chevalier, armé de toutes pièces d'argent, monté sur un cheval galopant du même, bridé d'or, caparaçonné d'azur, tenant de sa main dextre une épée et de sa senextre un bouclier ovale d'azur chargé d'une croix de Lorraine d'or. |
|        | Henri Ier de Valois, roi de Pologne et grand duc de Lituanie (1573-1574), puis roi de France (1574-1589) Écartelé en 1 et 4 de Pologne, qui est de gueules, à l'aigle d'argent, becquée, languée, membrée, liée et couronnée d'or et en 2 et 3 de Lithuanie qui est de gueules, à un chevalier, armé de toutes pièces d'argent, monté sur un cheval galopant du même, bridé d'or, caparaçonné d'azur, tenant de sa main dextre une épée et de sa senextre un bouclier ovale d'azur chargé d'une croix de Lorraine d'or, sur le tout de France qui est d'azur aux trois fleurs de lys d'or. |
|        | Étienne Báthory, roi de Pologne et grand duc de Lituanie (1575-1586) Écartelé en 1 et 4 de Pologne, qui est de gueules, à l'aigle d'argent, becquée, languée, membrée, liée et couronnée d'or et en 2 et 3 de Lithuanie qui est de gueules, à un chevalier, armé de toutes pièces d'argent, monté sur un cheval galopant du même, bridé d'or, caparaçonné d'azur, tenant de sa main dextre une épée et de sa senextre un bouclier ovale d'azur chargé d'une croix de Lorraine d'or, sur le tout de Bathory qui est de gueules aux trois dents de loup d'argent. |
|        | dynastie Vasa : rois de Pologne et grands ducs de Lituanie (1587-1668) Écartelé en 1 et 4 de Pologne, qui est de gueules, à l'aigle d'argent, becquée, languée, membrée, liée et couronnée d'or et en 2 et 3 de Lithuanie qui est de gueules, à un chevalier, armé de toutes pièces d'argent, monté sur un cheval galopant du même, bridé d'or, caparaçonné d'azur, tenant de sa main dextre une épée et de sa senextre un bouclier ovale d'azur chargé d'une croix de Lorraine d'or, sur le tout écartelé à la croix pattée d'or, qui est la Croix de Saint-Éric, cantonnée en 1 et 4, d'azur à trois couronnes d'or posées 2 et 1 qui est de Suède moderne, en 2 et 3, d'azur, à trois barres ondées d'argent, au lion couronné d'or armé et lampassé de gueules, brochant sur le tout, qui est de Suède ancien, sur le tout, tranché d'azur et de gueules à la banche d'argent et à la gerbe d'or brochant sur le tout du tout qui est de Vasa. |
|        | Michał Wiśniowiecki, roi de Pologne et grand duc de Lituanie (1669-1673) Écartelé en 1 et 4 de Pologne, qui est de gueules, à l'aigle d'argent, becquée, languée, membrée, liée et couronnée d'or et en 2 et 3 de Lithuanie qui est de gueules, à un chevalier, armé de toutes pièces d'argent, monté sur un cheval galopant du même, bridé d'or, caparaçonné d'azur, tenant de sa main dextre une épée et de sa senextre un bouclier ovale d'azur chargé d'une croix de Lorraine d'or, sur le tout de Wiśniowiecki, qui est de gueules, au croissant renversé d'argent, surmonté d'une croix recroisetée, et accompagné d'une étoile à six rais ; le tout d'argent. |
|        | Jean III Sobieski, roi de Pologne et grand duc de Lituanie (1674-1696) Écartelé en 1 et 4 de Pologne, qui est de gueules, à l'aigle d'argent, becquée, languée, membrée, liée et couronnée d'or et en 2 et 3 de Lithuanie qui est de gueules, à un chevalier, armé de toutes pièces d'argent, monté sur un cheval galopant du même, bridé d'or, caparaçonné d'azur, tenant de sa main dextre une épée et de sa senextre un bouclier ovale d'azur chargé d'une croix de Lorraine d'or, sur le tout de Sobieski, qui est d'azur, à un bouclier d'or, orné d'un foudre du même. |
|        | maison de Saxe (rois de Pologne et grands ducs de Lituanie) : - Auguste II (1697-1704) - Auguste II (1709-1733) de nouveau - Auguste III (1733-1763) Écartelé en 1 et 4 de Pologne, qui est de gueules, à l'aigle d'argent, becquée, languée, membrée, liée et couronnée d'or et en 2 et 3 de Lithuanie qui est de gueules, à un chevalier, armé de toutes pièces d'argent, monté sur un cheval galopant du même, bridé d'or, caparaçonné d'azur, tenant de sa main dextre une épée et de sa senextre un bouclier ovale d'azur chargé d'une croix de Lorraine d'or, sur le tout de, sur le tout parti, en 1 de la dignité d'Archi-maréchal qui est coupé de sable et d'argent aux deux épées de gueules posées en sautoir et en 2 de Saxe qui est burelé de dix pièces de sable et d'or au crancelin de sinople, brochant en bande sur le tout..                                                                                                   |
|        | Stanislas Ier Leszczyński, roi de Pologne et grand duc de Lituanie (1704-1709) et (1733) Écartelé en 1 et 4 de Pologne, qui est de gueules, à l'aigle d'argent, becquée, languée, membrée, liée et couronnée d'or et en 2 et 3 de Lithuanie qui est de gueules, à un chevalier, armé de toutes pièces d'argent, monté sur un cheval galopant du même, bridé d'or, caparaçonné d'azur, tenant de sa main dextre une épée et de sa senextre un bouclier ovale d'azur chargé d'une croix de Lorraine d'or, sur le tout de Leszczyński, qui est d'argent à la tête de buffle de sable accorné et annelé d'or. |
|        | Auguste III de Saxe (1733-1763) (roi de Pologne et grand-duc de Lituanie) |
|        | Stanislas II Poniatowski, roi de Pologne et grand duc de Lituanie (1764-1795) Écartelé en 1 et 4 de Pologne, qui est de gueules, à l'aigle d'argent, becquée, languée, membrée, liée et couronnée d'or et en 2 et 3 de Lithuanie qui est de gueules, à un chevalier, armé de toutes pièces d'argent, monté sur un cheval galopant du même, bridé d'or, caparaçonné d'azur, tenant de sa main dextre une épée et de sa senextre un bouclier ovale d'azur chargé d'une croix de Lorraine d'or, sur le tout de Poniatowski qui est d'argent, au bœuf de gueules, sur une terrasse de sinople. |